# Supercopa Francesa de Voleibol Masculino de 2015
A Supercopa Francesa de Voleibol Masculino de 2015 foi a 7ª edição deste torneio organizado pela Federação Francesa de Voleibol. Ocorreu na cidade de Paris e participaram do torneio a equipe campeã e vice-campeã do Campeonato Francês de 2014-15. O Tours Volley-Ball conquistou seu quarto título da competição ao derrotar o Paris Volley na partida única.

## Regulamento
O torneio foi disputado em partida única.

## Equipes participantes
| Equipe            | Cidade | Qualificação                                                            | Última participação |
| ----------------- | ------ | ----------------------------------------------------------------------- | ------------------- |
| Tours Volley-Ball | Tours  | Campeão do Campeonato Francês de 2014-15 e da Copa da França de 2014-15 | 2014                |
| Paris Volley      | Paris  | Vice-campeão do Campeonato Francês de 2014-15                           | 2014                |

## Resultado
| Data   | Hora  |                   | Placar |              | Set 1 | Set 2 | Set 3 | Set 4 | Set 5 | Total  | Relatório |
| ------ | ----- | ----------------- | ------ | ------------ | ----- | ----- | ----- | ----- | ----- | ------ | --------- |
| 22 dez | 17:30 | Tours Volley-Ball | 3–1    | Paris Volley | 27–25 | 27–29 | 25–21 | 25–20 |       | 104–95 | Resultado |

## Premiação
| Supercopa da França de 2015           |
| ------------------------------------- |
| Tours Volley-Ball Campeão (4° título) |